# Francisco Rubiales
Francisco Rubiales Moreno (Villamartín, 1948) es un periodista, ensayista y escritor español.

## Biografía
Nacido en 1948 en la localidad gaditana de Villamartín, estudió Magisterio, Filosofía y Periodismo, y posteriormente se doctoró en Periodismo, campo profesional al que más tiempo ha dedicado, desempeñando diversas ocupaciones que abarcan sus diferentes facetas:
- Articulista del diario "Madrid".
- Corresponsal de guerra en Oriente Medio: Ramadam (Líbano, 1973); y Siria.
- Corresponsal de guerra en Nicaragua (1979), en El Salvador (1980), y Guatemala.
- Corresponsal en México.
- Director de las oficinas de la agencia EFE en Cuba, Centroamérica e Italia.
- Asesor de Naciones Unidas.
- Director comercial y de informativos especiales de la Agencia EFE.
- Director de Comunicación de la exposición universal de Sevilla, Expo 92.

Actualmente es presidente del grupo Euromedia Comunicación y de la Fundación Tercer Milenio. También dirige dos revistas y tres foros especializados en debate cívico; y escribe ensayos y artículos, como el blog "Voto en blanco". Ejerce como profesor de postgrado en las Universidades de Sevilla y de Cádiz; en EOI Escuela de Negocios y en IEJE (Instituto de Estudios Jurídicos y Empresariales El Monte; ahora llamado Instituto de Estudios Cajasol).
Socio fundador y miembro de la junta directiva de APC (Asociación para el Progreso de la Comunicación) con sede en Sevilla.

## Pensamiento
Rubiales, que habría afirmado que se «curó de su izquierdismo» en Cuba, es de ideología liberal-conservadora y mantiene posturas afines al nacionalismo español.
En sus libros, conferencias, artículos, y en el blog "Voto en blanco", el autor expone la tesis de que la democracia está degradada en España, y otros países occidentales, por el excesivo poder de los partidos políticos, y el consiguiente retraimiento de la sociedad civil. Los políticos, aliados con los medios de comunicación, impedirían, según Rubiales, una mayor influencia de los ciudadanos en los asuntos que les confieren. Estos deberían hacer notar su descontento con los grandes partidos políticos, mediante la crítica, el apoyo a partidos limpios y decentes, el rechazo a la corrupción, el voto en blanco o el "voto nulo de reproche", entre otras formas de lucha. Sus artículos son también publicados por Alerta digital.

## Publicaciones
Como escritor, ha publicado los siguientes libros: 
- China, nueva cultura (Ed. Zero, 1970).
- Democracia secuestrada (Ed. Almuzara, 2005). ISBN 84-96416-33-X
- Políticos, los nuevos amos (Ed. Almuzara, 2007). ISBN 84-96710-25-4
- Periodistas sometidos. Los perros del poder (Ed. Almuzara, 2009).[5] ISBN 978-84-92573-64-6
- Democracia severa, más allá de la indignación (Tecnos, 2015), junto a Juan Jesús Mora Molina.

Como director de edición, ha publicado algunos libros colectivos:
- Nuestro mundo (Espasa Calpe, 1985)
- El debate andaluz (Encuentros 2000-Fundación Sevillana de Electricidad, 1996-1999).